# Кобі Джонс
Кобі Джонс (англ. Cobi Jones; нар. 16 червня 1970, Детройт) — американський футболіст, що грав на позиції півзахисника. По завершенні ігрової кар'єри — тренер. Більшу частину кар'єри грав, а пізніше і був тренером, у клубі «Лос-Анджелес Гелаксі», починаючи з прем'єрного сезону команди у 1996 році. Розпочав свою професійну кар'єру в Англії з Прем'єр-ліги в клубі «Ковентрі Сіті», але повернулися з-за кордону, щоб допомогти новій американській футбольній лізі і став одним з ключових гравців американської національної збірної зірок. Є лідером за кількістю матчів у складі національної збірної США з футболу і членом Національного футбольного Залу слави.

## Клубна кар'єра

### Рання кар'єра
Джонс виріс у Південній Каліфорнії. Почав грати у футбол у віці 5 років у AYSO в Вестлейк-Вілледж. Після закінчення школи Вестлэйк Джонс став гравцем коледжу та Каліфорнійського університету в Лос-Анджелесі, і згодом став одним з найуспішніших футболістів-випускників. Під час навчання був членом міжнародного братства Лямбда Хі Альфа.

### «Ковентрі Сіті» та «Васко да Гама»

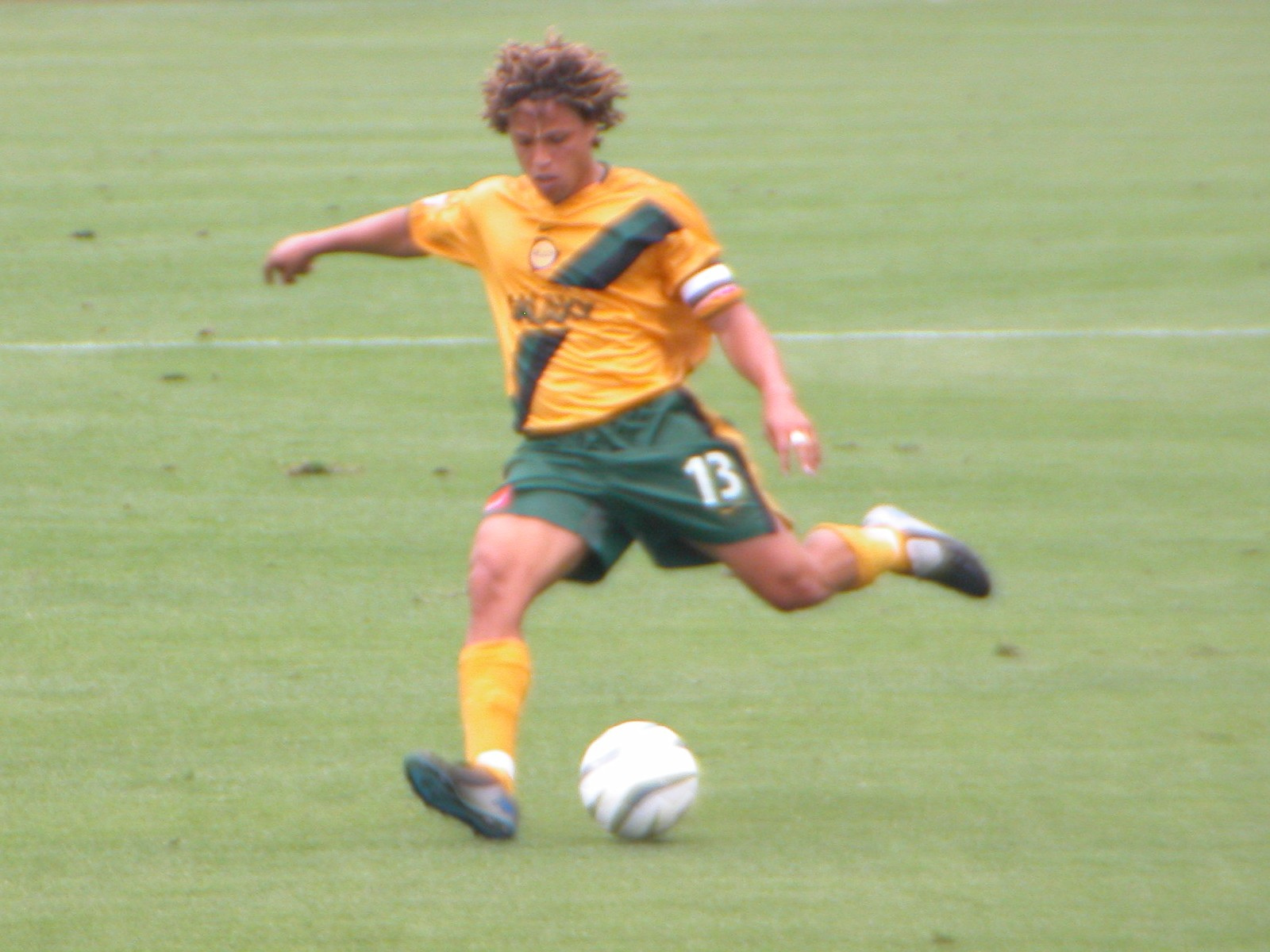
Кобі Джонс під час виступів за «Лос-Анджелес Гелаксі». Червень 2003 року.

Після чемпіонату світу з футболу 1994 року, який проводився у США, Джонс підписав контракт з «Ковентрі Сіті», де він провів один сезон. Джонс був запасним гравцем протягом того сезону і забив лише 2 голи. Протягом цього сезону в англійській Прем'єр-Лізі стало ясно, що Джонсу не вистачає техніки, щоб конкурувати на належному рівні. Головне достоїнство Джонса — швидкий біг, на жаль, не був відзначений керівництвом «Ковентрі» через брак ігрової практики в клубі.
Влітку 1996 року Джонс тренувався з німецьким «Кельном» з Бундесліги, а після успішного виступу у складі національної збірної на Кубку Америки 1995 року перейшов у бразильський клуб «Васко да Гама». Після всього кількох місяців у Бразилії Джонс підписав контракт з новоствореним клубом «Лос-Анджелес Гелаксі».

### «Лос-Анджелес Гелаксі»

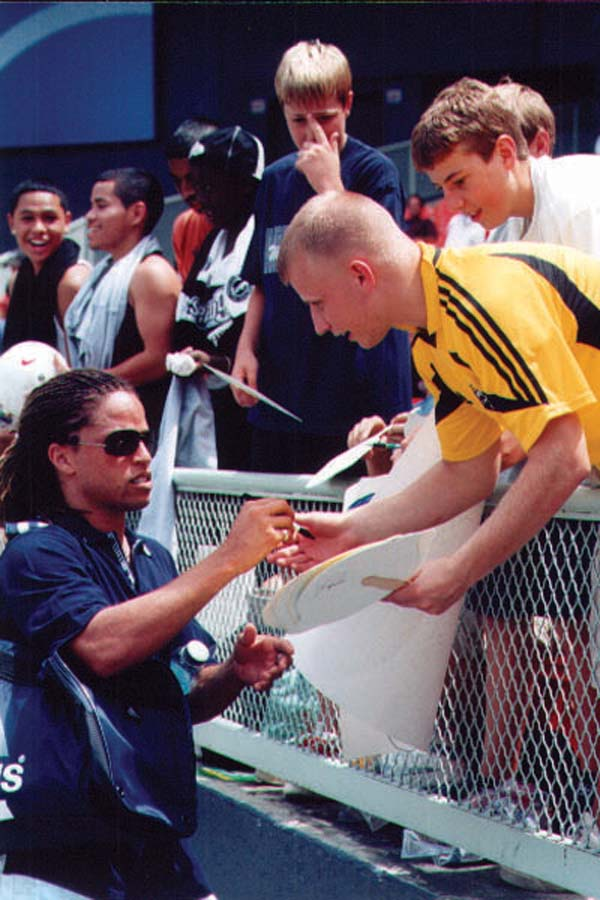
Кобі Джонс роздає автографи під час Матчу всіх зірок МЛС 2004. 31 липня 2004 року.

Найкращим роком Джонса в «Лос-Анджелес Гелаксі» став 1998 рік, коли він став другим в МЛС з 32 очками (19 голів і 13 результативних пасів). Він увійшов до символічної десятки найкращих МЛС, і його також визнали найкращим американським футболістом року. У 2005 він став останнім гравцем в МЛС, залишаючись в первісному складі своєї команди з 1996 року.
Джонс оголосив 19 березня 2007 року, що він завершить кар'єру футболіста після закінчення сезону. Він зіграв свою останню гру за «Лос-Анджелес Гелаксі» 21 жовтня 2007 року. Клуб залишив номер 13 за ним, зробивши цей номер першим закріпленим в історії МЛС. Джонс закінчив кар'єру в «Лос-Анджелес Гелаксі» з 306 матчами і 70 голами (клубний рекорд).

## Виступи за збірні
Залучався до складу молодіжної збірної США. На молодіжному рівні зіграв у 17 офіційних матчах.
1992 року дебютував в офіційних матчах у складі національної збірної США. Того ж року представляв свою країну на Літніх Олімпійських іграх 1992 року у Барселоні, але команда не змогли вийти з групи. Також брав участь у першому розіграші Кубка Короля Фахда 1992 року у Саудівській Аравії, на якому команда здобула бронзові нагороди, а Джонс забив один з голів у матчі за 3 місце.
У складі збірної був учасником домашнього чемпіонату світу 1994 року, на якому збірна дійшла до 1/8 фіналу, а також «мундліалів» 1998 року у Франції та 2002 року в Японії і Південній Кореї.
Також п'ять разів брав участь у Золотому кубку КОНКАКАФ, що постійно проходили в США — 1993 року, де разом з командою здобув «срібло», 1996 року, на якому команда здобула бронзові нагороди, 1998 року, де разом з командою здобув «срібло», 2000 року, на якому Джонс увійшов у символічну збірну, та 2002 року у США, здобувши того року титул континентального чемпіона. Крім того за успіх на турнірі 1998 року разом з командою був учасником розіграшу Кубка конфедерацій 1999 року у Мексиці, на якому команда здобула бронзові нагороди.
Ще двічі разом зі збірною США брав участь як запрошена збірна на Кубках Південної Америки — 1993 року в Еквадорі, та 1995 року в Уругваї, де зайняв з командою четверте місце. Після цього він став популярним гравцем в Латинській Америці, де він відомий під прізвиськом «Ескобілон» («Тупфер») через знебарвлене волосся і схожу вимови його імені — Кобі Джонс і «ескобілон».
Протягом кар'єри у національній команді, яка тривала 13 років, провів у формі головної команди країни 164 матчі, забивши 15 голів.

## Кар'єра тренера
9 листопада 2007 Джонса призначили помічником тренера «Лос-Анджелес Гелаксі». Після відставки Рууда Гулліта, 11 серпня 2008 року Джонс тимчасово виконував обов'язки головного тренера, поки «Лос-Анджелес Гелаксі» не найняла Брюса Арену, який очолював національну збірну США.
У січні 2011а Джонс покинув «Лос-Анджелес Гелаксі» щоб зайняти місце заступника директора з футболу клубу «Нью-Йорк Космос», де працював до 2012 року.

## Особисте життя

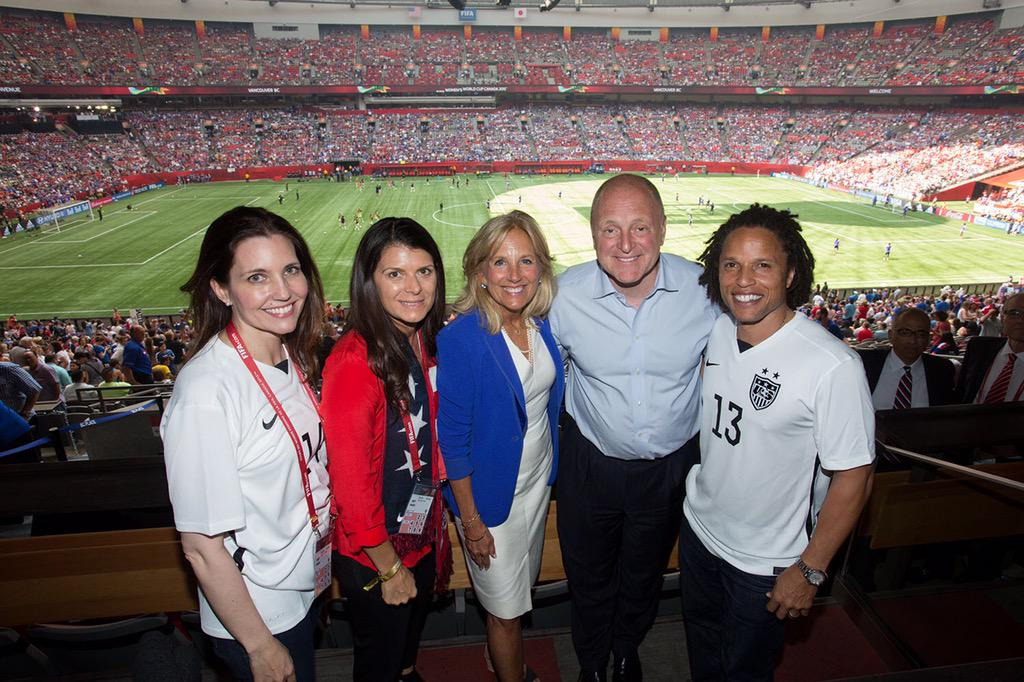
Кобі Джонс (крайній праворуч) у складі делегації на фіналі жіночого чемпіонату світу 2015 року у Канаді. 5 липня 2015 року.

12 вересня 2009 року в Каліфорнії Джонс одружився з давньою подругою Кім Різ, у них народилися двоє синів — Кайден і Кай.

## Досягнення

### Збірна
- Переможець Панамериканських ігор: 1991
- Володар Золотого кубка КОНКАКАФ (1): 2002
- Срібний призер Золотого кубка КОНКАКАФ (2): 1993, 1998
- Бронзовий призер Золотого кубка КОНКАКАФ (1): 1996
- Бронзовий призер Кубка Конфедерацій (2): 1992, 1999

### «Лос-Анджелес Гелаксі»
- Володар Кубка чемпіонів КОНКАКАФ (1): 2000
- Володар Кубка MLS (2): 2002, 2005
- Нагорода MLS Supporters' Shield (2): 1998, 2002
- Володар Відкритого кубка США (2): 2001, 2005
- Чемпіон Західної Конференції («Western Conference Champions») (5): 1996, 1999, 2001, 2002, 2005

### Особисті
- Футболіст року в США: 1998